# Микрофон-89
«Mikrofons-89» (рус. Микрофон-89) — конкурс эстрадной песни, проходивший в Латвийской ССР в 1989 году в рамках ежегодного конкурса «Mikrofons».
Конкурс в 1989 году проводился в 17-й раз. Заключительный концерт конкурса прошёл в рижском Дворце спорта. Его запись была показана по Латвийскому телевидению; лучшие песни конкурса выпущены на грампластинке.

## Победители конкурса
Победителем конкурса 1989 года стала группа «Pērkons», являвшаяся одним из наиболее активных участников «Поющей революции». В то же время находились шутники, обсуждавшие «каннибальское» название песни-победителя, которое дословно можно перевести как «Мы питаемся друг другом».
Другим несомненным хитом конкурса и одним из неофициальных символов «Поющей революции» стала песня группы «Эолика» «Atmostas Baltija», исполняемая на трёх языках — латышском, литовском и эстонском.
Первые 15 мест распределились следующим образом:
| Место | Название песни                                           | Исполнитель              | Автор музыки, автор текста         |
| ----- | -------------------------------------------------------- | ------------------------ | ---------------------------------- |
| 1     | Mēs pārtiekam viens no otra рус. Мы живём друг для друга | группа «Pērkons»         | Юрис Кулаков Виктор Калныньш       |
| 2     | Taisnība рус. Правда                                     | группа «Zodiac»          | Янис Лусенс Э. Трейманис-Зваргулис |
| 3     | Atmostas Baltija рус. Пробуждается Балтия                | группа «Эолика»          | Борис Резник В. Павловскис         |
| 4     | Lietus рус. Дождь                                        | группа «Jumprava»        | Айгарс Граверс                     |
| 5     | Varbūt рус. Может быть                                   | Иева Акуратере           | Улдис Стабулниекс Гунтарс Годиньш  |
| 6     | Brīvību Baltijai рус. Свободу Балтии                     | группа «Opus Pro»        | Зигмарс Лиепиньш Р. Л. Криевиня    |
| 7     | Veltījums LTF рус. Посвящение НФЛ                        | группа «Nea»             | Имантс Калныньш Олафс Гутманис     |
| 8     | Putnu ceļš рус. Дорога птиц                              | группа «Jumis»           | Эйнарс Яунбралис Оярс Вациетис     |
| 9     | Balāde brālītim рус. Баллада для брата                   | Юрис Хирш и Харийс Озолс | Юрис Хирш                          |
| 10    | Sadosimies rokās рус. Возьмёмся за руки                  | группа «IR»              | И. Рутковскис                      |
| 11    | Dziedi jel рус. Пой же                                   | группа «Zodiac»          | Янис Лусенс Янис Порукс            |
| 12    | Grēks рус. Грех                                          | группа «Remix»           | Улдис Мархилевич Янис Балтаусс     |
| 13    | Tavas saknes tavā zemē рус. Твои корни — в твоей земле   | группа «Krasts»          | Э. Козиало Визма Белшевица         |
| 14    | Zibens gaismo tavas acis рус. Молния освещает твои глаза | группа «Pērkons»         | Юрис Кулаков Я. Гайлис             |
| 15    | No rīta mazā gaismiņā рус. В слабом утреннем свете       | группа «Jumis»           | Имантс Калныньш Виктор Калныньш    |

## Диски с песнями конкурса
По итогам конкурса «Микрофон-89» Всесоюзная фирма грамзаписи «Мелодия» в конце 1989 года выпустила диск-гигант с 8 песнями из числа победителей конкурса (С60 29483 004). В 1990 году диск был выпущен дополнительным тиражом.
Сторона 1:
1. Пробуждается Балтия (5:25)
2. Правда (4:55) 
3. До притолоки (3:47)
4. Дорога птиц (3:57)
Сторона 2:
5. Посвящение НФЛ (4:00)
6. Мы живём друг для друга (4:45)
7. Дождь (4:16)
8. Свободу Балтии (4:25)